# Oudenbosch
Oudenbosch è una località dei Paesi Bassi, nella provincia del Brabante Settentrionale.
Nel 2007 il paese contava 12 810 abitanti.
Già municipalità autonoma, nel 1997 è stata unita, insieme con Hoeven e Oud- en Nieuw-Gastel, nel comune di Halderberge.
Dette i natali a Adriano di Oudenbosch, monaco e musico.
Il parroco del luogo, Willem Hellemons, vi fondò i Fratelli di San Luigi Gonzaga e vi promosse la costruzione di una basilica (dedicata alle sante Agata e Barbara) ispirata a quelle romane di San Giovanni in Laterano e San Pietro in Vaticano, realizzata dall'architetto Pierre Cuypers.

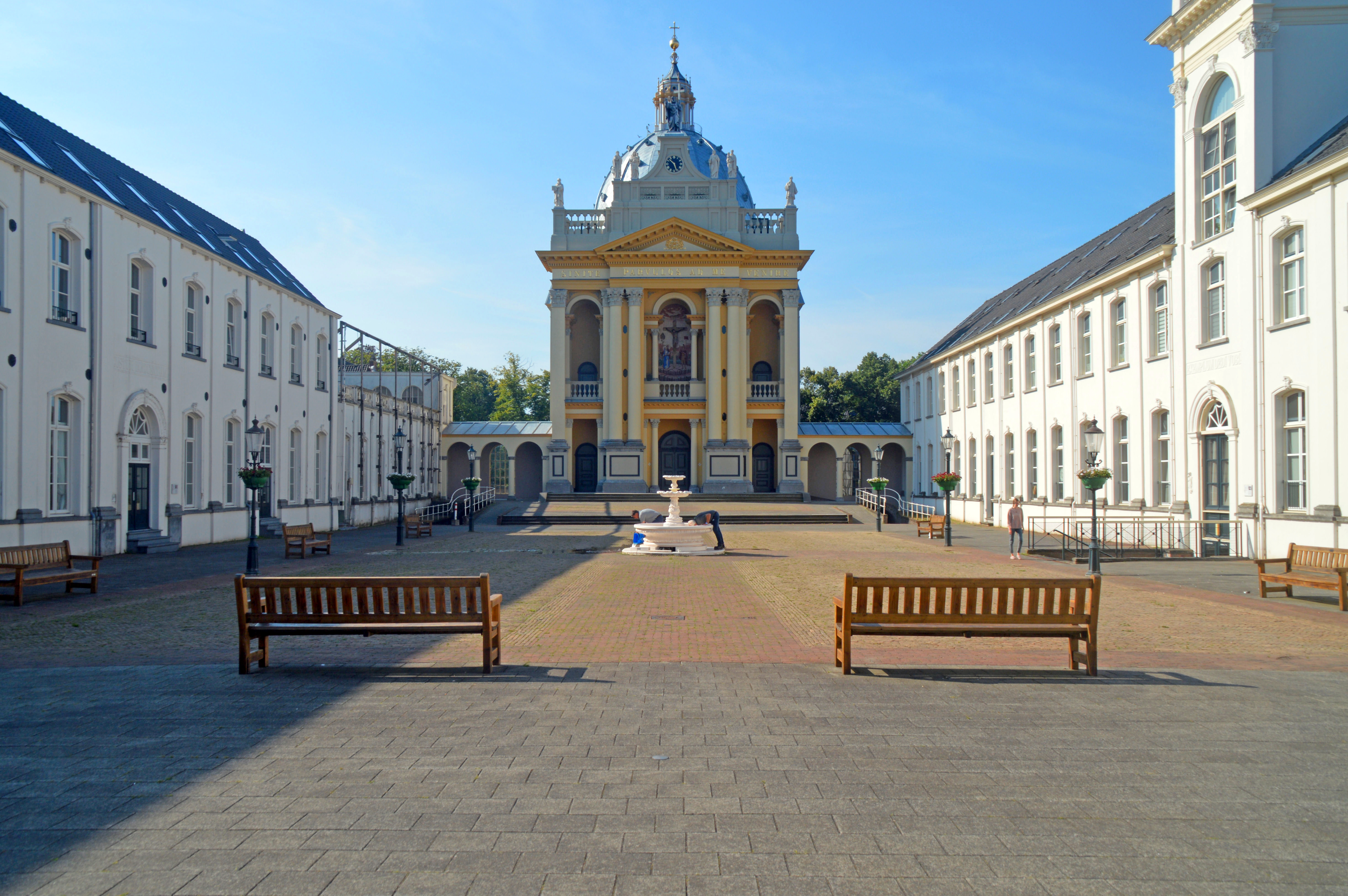
Cappella Saint Louis

Oudenbosch è stato un punto di raccoglimento collettivo per i cattolici che combatterono nella Guardia degli Zuavi Pontifici, fondata nel 1861, al fianco di Papa Pio IX e contro le camicie rosse di Giuseppe Garibaldi e le truppe di Vittorio Emanuele II durante il Risorgimento. I cattolici sono stati accolti all'Istituto Saint-Louis e hanno ricevuto la loro prima formazione a Oudenbosch, prima di continuare il loro viaggio in treno dalla stazione di Oudenbosch. Un monumento è stato eretto presso la chiesa per commemorarli. I nomi dei quartieri (ex terre) di Velletri e Albano si riferiscono ad accampamenti degli Zuavi pontifici nei pressi di Roma.